# Sarritor
Sarritor és un gènere de peixos pertanyent a la família dels agònids.

## Taxonomia
- Sarritor frenatus (Gilbert, 1896)[4][5]
- Sarritor knipowitschi (Lindberg & Andriasev, 1937)[6]
- Sarritor leptorhynchus (Gilbert, 1896)[7][8][9][10][11][12][13]